# Arsenal Fútbol Club
Arsenal Fútbol Club, conocido simplemente como Arsenal de Sarandí, es un club de fútbol argentino  que pertenece a la ciudad de Sarandí, en el partido de Avellaneda, provincia de Buenos Aires, fundado el 11 de enero de 1957. Actualmente se desempeña en la Primera Nacional, segunda división del fútbol argentino.
Entre sus máximos logros se encuentran los campeonatos de la liga local obtenidos en el Clausura 2012, la Supercopa Argentina 2012 y la Copa Argentina 2013. En el plano internacional, ha logrado consagrarse en la Copa Sudamericana 2007 y la Copa Suruga Bank 2008.
Su último logro lo obtuvo el 16 de octubre de 2013, al consagrarse campeón de la Copa Argentina 2012-13, sumando su quinto título oficial desde su ingreso a la máxima categoría, de la mano de Gustavo Alfaro, uno de los ídolos del club.
El 1 de abril de 2018 se determinó su descenso a la B Nacional, tras 16 años ininterrumpidos en la primera categoría. Sin embargo, en 2019 logró ascender nuevamente a la primera categoría.
Su clásico rival es el Club El Porvenir, aunque debido a la diferencia de categoría entre los dos equipos, este partido no se disputa desde el Campeonato de Primera B Nacional 2001-02.

## Historia

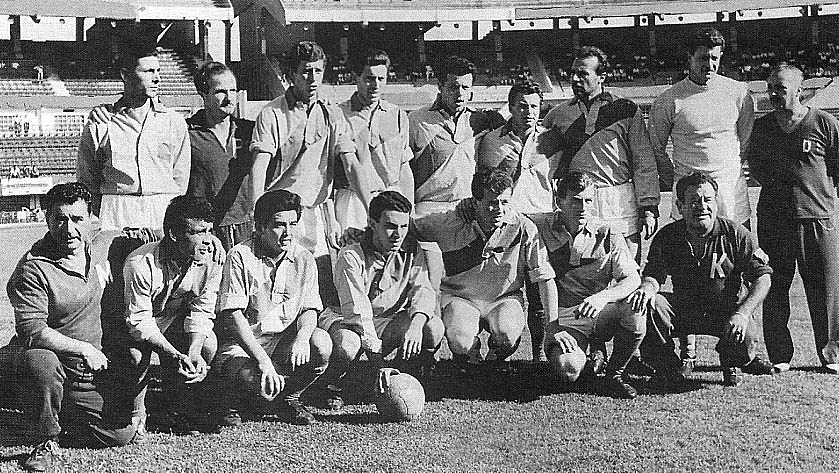
Formación de Arsenal del año 1962.

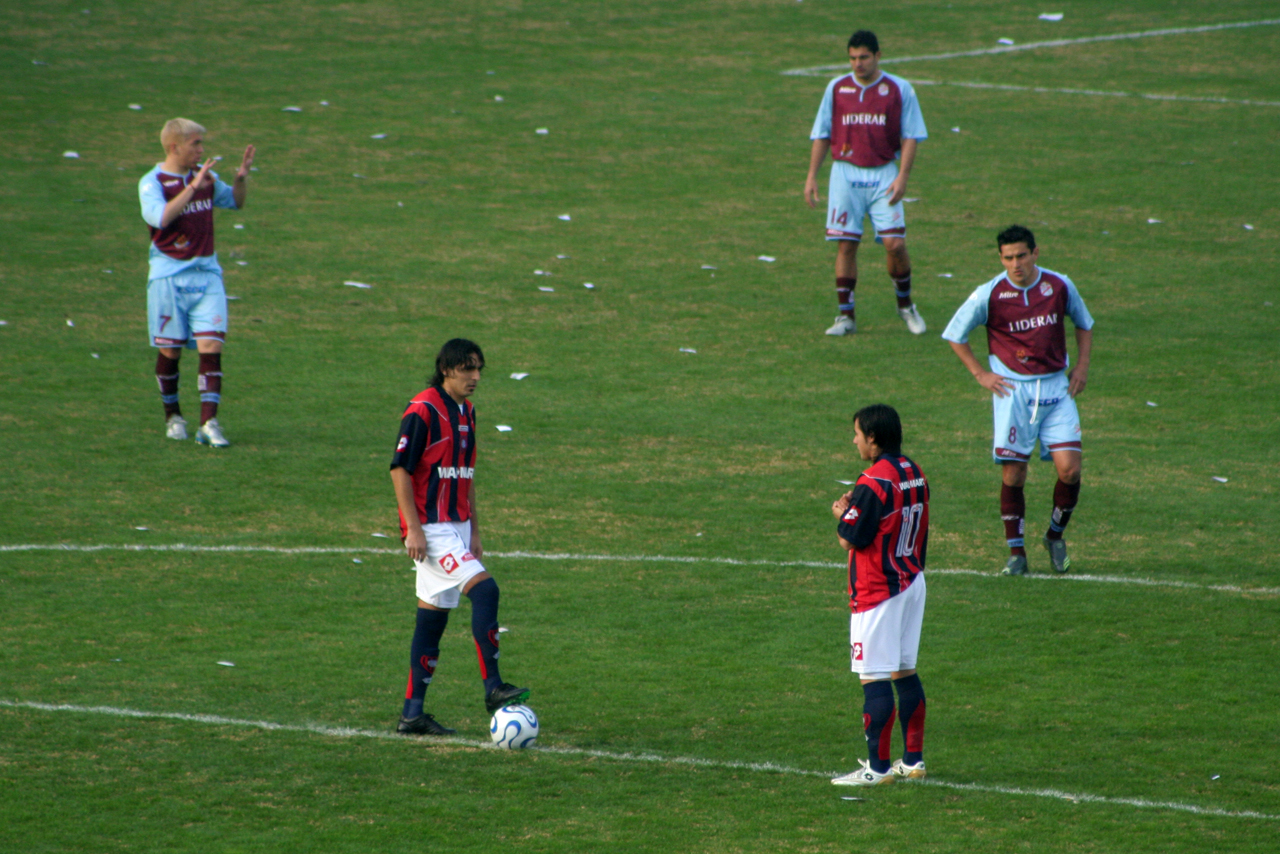
Jugadores de Arsenal (de fondo) disputando un partido con San Lorenzo de Almagro

En Sarandí el 11 de enero de 1957, un grupo de muchachos se juntó en el ex bar "Las 3 FFF" y fundaron el Arsenal Fútbol Club. Los hermanos Héctor y Julio Humberto Grondona (expresidente de la AFA) fundaron el club junto a otros amigos, entre los cuales estaban: Roberto Estévez, Manuel Andrea, Horacio Montero, Orlando Acosta, Juan Carlos Urtasún, Eloy de Medio, José M. Pérez, Francisco Ceferino, Arnaldo Pardini, Julio César Marotti, José Berdía, Gabriel Blanco, José Bueno, Américo Besada y Juan Emilio Elena. Además, ayudaron a formar la primera comisión directiva, que tenía su origen en un grupo proveniente de la Asociación Cristiana de Jóvenes, ubicada a algunas cuadras de la casa de la familia Grondona. Su nombre proviene del Arsenal Football Club. Su uniforme es celeste con una banda roja en diagonal; dichos colores fueron elegidos para simbolizar la unión de los dos clubes hermanos más grandes de Avellaneda, tomando un color representativo de cada uno de ellos y de River Plate la banda en diagonal: el Club Atlético Independiente (rojo) y el Racing Club (celeste).

### Llegada a la AFA
El 3 de marzo de 1961 Arsenal Futbol Club pasó a formar parte de la Asociación del Fútbol Argentino.
Los de Sarandí debutaron el 13 de mayo de 1961, en la categoría Aficionados, la actual Primera D del fútbol argentino, en un empate 1 a 1 frente al desaparecido Club Atlético Piraña. El conjunto de Sarandí jugó de local en el estadio del Ateneo, de esa misma ciudad. Ese día el equipo formó con: Lunardelli; R. Berdia y Ribaudo; Rivas, A. Pérez y Bufatelli; Oliva, González, Ferrari, Grondona y O. Pérez. Arquero suplente: J. Berdia.
El gol de Arsenal lo marcó a los 10 minutos del segundo tiempo Héctor Grondona, decretando el 1 a 1 que se mantendría hasta el final.
Su primer campeonato conquistado fue el torneo de Primera D en 1962, cuando se coronó campeón invicto. Era su segunda participación dentro del fútbol profesional argentino, ya que en 1961 fue subcampeón de la misma categoría.
Arsenal logró el ascenso a la Primera C como campeón. Descendió de la Primera B a la Primera C, en el año 1984. Por la fecha 42 de ese torneo, Arsenal cayó derrotado 3 a 0 con Lanús, perdiendo la categoría. Ese día formó con: Merlo; Savarese, O. López, De Luise y Drago; R. López, Aquino y Ladavaz; Márquez y Urtasun. DT: Roberto Iturrieta.
También hubo ascensos en 1986 (de Primera C a Primera B) y 1992 (de Primera B Metropolitana al Nacional B), y logró alcanzar la Primera División Argentina en 2002.
Un recordado ascenso es el vivido en 1992, cuando ganó el Zonal Sudeste, venciendo en Mar del Plata al local Alvarado, por 2-1. Este paso le dio la promoción al Nacional B.
En esa recordada serie, Arsenal alineó el 16 de mayo de 1992 a: Urquiza; Raúl Oyola, Claudio Larramendi, Miguel Rodríguez y Marcelo Bottari; Riveros, José Rizzo, Jorge Muñoz (Maciel) y Guzmán; Daniel Oscar Marcianesi y Roberto "Fito" González. DT: Roberto Iturrieta.
En ese encuentro de ida, Arsenal y Alvarado empataron 2 a 2, con goles de González y Larramendi para Arsenal y de Vidal y Ortega para Alvarado.
La revancha se jugó en Mar del Plata y con el arbitraje de Luis Olivetto, Arsenal dio el batacazo venciendo por 2 a 1 y consiguiendo el ascenso. Ese día histórico, Arsenal formó con: Urquiza; Raúl Oyola (Viscovich), Claudio Larramendi; Miguel Rodríguez y Marcelo Bottari; Riveros, José Rizzo, Jorge Muñoz y Guzmán; Ricardo Burakosky (Daniel Oscar Marcianesi) y Roberto "Fito" González. DT: Roberto Iturrieta. Goles: Subiledt (Alvarado) y González - Rizzo (Arsenal). Entré paréntesis se muestran los cambios

### Llegada a Primera División
Luego de jugar diez temporadas en la Primera B Nacional conseguiría el tan ansiado ascenso a la Primera División en el año 2002, como el ganador del "Torneo Reducido" venciendo en la final a  Gimnasia y Esgrima (CdU). La final se disputó a doble partido, el primer encuentro se disputaría en la provincia de Entre Ríos donde Arsenal venció al local por 2 a 1 y luego el partido de vuelta se jugaría en Sarandí, donde igualaron 1 a 1 y de esta manera el conjunto de El Viaducto jugaría en Primera División.
Arsenal jugó su primer partido en Primera División el 28 de julio de 2002 ante Olimpo de Bahía Blanca en el Estadio Néstor Díaz Pérez, donde el local ganó por 1 a 0 con gol de Mauricio Piersimone. Una curiosidad fue que se enfrentaban los recién ascendidos a Primera División.
Arsenal formó con: 1 Limia - 17 Cogliandro 2 Ruiz 6 Molina 3 Almada - 7 Vespa 5 Esmerado 11 Andrizzi 14 Patricio González - 9 Silvio González 16 Piersimone
Suplentes: 12 Coldeira 15 Manrique 10 Morales 13 Álvarez 8 Grondona
Ingresaron Morales, Álvarez y Grondona, por P. González, S. González y Piersimone.

### Campeón de Primera División
Su mejor participación en Primera División fue en el Torneo Clausura 2012, donde se coronó campeón, consiguiendo 38 puntos.
Su máximo invicto fue de 12 partidos, con 9 victorias y 3 empates, la racha más larga de su historia en Primera División. El invicto se lo cortó San Martín de San Juan que lo goleó 4 a 0.
El 7 de noviembre de 2012, Arsenal se coronaría campeón de la Supercopa Argentina 2012, venciendo a Boca Juniors en definición de penales, con 4 a favor para Arsenal y 3 para Boca. El triunfo habría paso a un posible enfrentamiento ante el campeón de la Copa del Rey, el Real Madrid, como se venía especulando previo a la disputa de la Supercopa; sin embargo, el enfrentamiento nunca se consumó.

### Copa Sudamericana 2004
Fue la primera copa internacional que jugó el club. Con tan solo dos años en Primera División, Arsenal comenzaba a dar sus primeros pasos a nivel continental. Comenzó en la Copa Sudamericana venciendo al Club Atlético Banfield por 5 a 4 (en el global) igualando el primer partido en Sarandí por 1 a 1 y luego imponiéndose por 4 a 3 en el Estadio Florencio Sola. Luego Arsenal jugaría la siguiente fase ante River Plate, al cual venció por 2 a 1 (en el global) imponiéndose por 2 a 1 en Sarandí e igualando 0 a 0 en el partido de vuelta jugado en el Estadio Antonio Vespucio Liberti. Finalmente se despidió de la copa en cuartos de final cayendo ante el Club Bolívar por 3 a 1 (en el global); en el partido de ida, Arsenal ganó por 1 a 0 y luego, en el partido de vuelta, el club de Sarandí cayó por 3 a 0.

### Copa Sudamericana 2007
El 5 de diciembre de 2007 se consagró campeón de la Copa Sudamericana 2007. Logró así su primer título en la historia a nivel internacional. En el camino derrotó a varios equipos de diversos países, como al último campeón nacional de aquel entonces, San Lorenzo de Almagro de su mismo país (empatando 1:1 de local y ganando 3:0 de visitante) en la "Clasificación Argentina I" (ronda de la copa donde se enfrentan dos equipos argentinos); al Goiás Esporte Clube de Brasil en octavos de final (ganándole 3 a 2 de visitante y empatando 1:1 de local); al Guadalajara de México, en cuartos de final (empatando 0:0 de local y ganando 1:3 de visitante) y a River Plate en semifinales (empatando 0:0 en los dos partidos y ganando en la definición por penales 4:2).
En la final se enfrentó al América de México. El 30 de noviembre de 2007 disputó la primera final en el Estadio Azteca de la Ciudad de México con un triunfo por 3:2. En el partido de vuelta disputado en el estadio Presidente Perón del Racing Club, perdió por 2:1, sin embargo se consagró campeón por haber convertido más goles en condición de visitante.
Lo curioso de este título fue que Arsenal de Sarandí se coronó campeón sin perder ningún partido de visitante (ganó 4 y empató 1, y además a todos les convirtió 3 goles salvo a River), pero no ganó ninguno de local (empató 4 y perdió 1)
Síntesis de la participación de Arsenal en la Copa Sudamericana 2007:
Primera fase
Versus San Lorenzo de Almagro de Argentina, empató 1 a 1 de local el 14/08/07, goles de Carlos Casteglione (A) y Andrés Silvera (SL).
Formación Arsenal: Mario Cuenca; Darío Espínola, Carlos Casteglione, Jossimar Mosquera, Cristian Díaz; Javier Yacuzzi (Alejandro Gómez), Andrés San Martín, Israel Damonte (Sebastián Carrera), Diego Villar; Pablo Garnier (Martín Andrizzi) y José Luis Calderón. DT: Gustavo Alfaro.
El 6 de septiembre de 2007 en cancha de San Lorenzo, ganó Arsenal 3 a 0 (Jossimar Mosquera, Jonathan Bottinelli e/c y José Luis Calderón)
Formación Arsenal: Mario Cuenca; Javier Gandolfi, Jossimar Mosquera, Aníbal Matellán y Darío Espínola; Pablo Garnier, Andrés San Martín, Carlos Castiglione y Martín Andrizzi; Santiago Raymonda (Javier Yacuzzi) y José Luis Calderón (Franco Caraccio). DT: Gustavo Alfaro.
Octavos de final
Versus Goiás Esporte Clube de Brasil el 19/09/2007 se enfrentaron en Brasil, ganando Arsenal 3 a 2 con goles de Israel Damonte (15), Carlos Castiglione (77) y Pablo Garnier (79), para el Goiás marcó Paulo Baier (25 y 76 ambos de tiro libre).
Formación Arsenal: Mario Cuenca, Darío Espinola, Jossimar Mosquera, Aníbal Matellán, Christian Díaz, Israel Damonte, Carlos Casteglione, Pablo Garnier, Martín Andrizzi (Javier Yacuzzi), Alejandro Gómez (Santiago Raymonda), José Leonardo Ulloa (Andrés Yllana).
En la revancha, en Sarandí (26/09/2007), empataron 1 a 1, con goles a los 37m PT de Alejandro Gómez para Arsenal, y a los 46 PT Harison (Goias)
Formación Arsenal: Mario Cuenca; Darío Espínola, Josimar Mosquera, Aníbal Matellán, Cristian Díaz; Pablo Garnier, Andrés San Martín, Carlos Casteglione, Martín Andrizzi (Diego Villar); Alejandro Gómez (Santiago Raymonda) y José Luis Calderón (Leonardo Ulloa). DT: Gustavo Alfaro.
Cuartos de final
Versus Guadalajara de México, empataron 0 a 0 en Sarandí, el 10/10/07.
Formación Arsenal: Mario Cuenca; Darío Espínola, Jossimar Mosquera, Aníbal Matellán, Cristian Díaz; Sebastián Carrera, Andrés San Martín, Carlos Casteglione (Alejandro Gómez), Martín Andrizzi (Pablo Garnier); Santiago Raymonda (Leonardo Ulloa) y José Luis Calderón. DT: Gustavo Alfaro.
El 25/10/07 juegan la revancha en Guadalajara, triunfando Arsenal por 3 a 1, goles de Sergio Santana (G) y Javier Yacuzzi (2) y Santiago Raymonda (de penal) para Arsenal.
Formación Arsenal: Mario Cuenca; Javier Gandolfi, Jossimar Mosquera, Aníbal Matellán, Darío Espínola; Sebastián Carrera (Pablo Garnier), Carlos Casteglione, Andrés San Martín, Javier Yacuzzi; Alejandro Gómez (Martín Andrizzi); José Luis Calderón (Santiago Raymonda). DT: Gustavo Alfaro.
Semifinal
Versus River Plate de Argentina el 08/11/2007 empataron 0 a 0 en Sarandí.
Formación Arsenal: Mario Cuenca; Javier Gandolfi, Jossimar Mosquera, Aníbal Matellán, Cristian Díaz; Sebastián Carrera (Alejandro Gómez), Israel Damonte, Carlos Casteglione, Diego Villar (Martín Andrizzi); Leonardo Biagini (Santiago Raymonda) y José Luis Calderón. DT: Gustavo Alfaro.
El 14/11/07 juegan la revancha en el estadio de River, empatan 0 a 0 y gana Arsenal 4 a 2 por penales.
Formación Arsenal: Mario Cuenca; Javier Gandolfi, Jossimar Mosquera, Aníbal Matellán y Cristian Díaz; Sebastián Carrera (Pablo Garnier, luego Martín Andrizzi), Carlos Casteglione, Andrés San Martín y Javier Yacuzzi; Leonardo Biagini (Alejandro Gómez) y José Luis Calderón. DT: Gustavo Alfaro.
En la definición por penales, Mario Cuenca ataja los disparos de Ferrnando Belluschi y René Lima, para Arsenal convierten José Luis Calderón, Javier Yacuzzi, Carlos Castiglione y Mario Cuenca. (Martín Andrizzi - atajado).
Final
Versus América de México, Arsenal logró un gran triunfo por 3 a 2 el 30 de noviembre de 2007. Los goles: Salvador Cabañas y Alejandro Argüello (América) y para Arsenal Aníbal Matellán y Alejandro Darío Gómez en dos oportunidades).
Formación Arsenal: Mario Cuenca; Javier Gandolfi, Jossimar Mosquera, Aníbal Matellán, Cristian Díaz; Diego Villar (Pablo Garnier), Carlos Casteglione, Andrés San Martín, Javier Yacuzzi; Alejandro Gómez (Israel Damonte); José Luis Calderón (Leonardo Biagini). DT: Gustavo Alfaro.
El 05/12/07 en Avellaneda (cancha de Racing): Arsenal 1 (Martín Andrizzi), América 2 (Cristian Leonel Díaz e/c y Juan Carlos Silva)
Formación Arsenal: Mario Cuenca, Javier Gandolfi, Josimar Mosquera, Aníbal Matellán, Cristian Díaz; Diego Villar (Martín Andrizzi), Israel Damonte (Santiago Raymonda), Andrés San Martín, Javier Yacuzzi; Alejandro Gómez y José Luis Calderón. DT: Gustavo Alfaro.

### Copa Sudamericana 2008
Arsenal se clasificó a la Copa Sudamericana 2008 como Campeón de la Copa Sudamericana 2007. En la primera fase enfrenta al Club Deportivo Motagua de Honduras, el conjunto de Sarandi se impuso por 6 a 1 en el global, consiguiendo dos victorias, en la ida por 4 a 0 y en la vuelta por 2 a 1. En los octavos de final jugó ante Estudiantes de La Plata: en el partido de ida, jugado en La Plata, Arsenal cayó derrotado por 2 a 1 y luego en el partido de vuelta, jugado en Sarandí, igualaron por 0 a 0. De esta manera tras caer por 2 a 1 en el global quedaría eliminado de la copa.

### Recopa Sudamericana 2008
El 13 de agosto y el 27 de agosto de 2008 se disputaron las finales de la Recopa Sudamericana 2008 entre Arsenal Fútbol Club, Campeón de la Copa Sudamericana 2007 y el Club Atlético Boca Juniors, campeón de la copa Libertadores 2007. En el partido de ida, jugado en el Estadio Presidente Perón, Arsenal cayó derrotado por 3 a 1. En el partido de vuelta, jugado en la Bombonera, el conjunto de Sarandí igualó 2 a 2, de esta manera tras caer por 5 a 3 en el global, no pudo quedarse con la copa.
Partido de ida - Arsenal 1 (Sava) - Boca 3 ( Palermo - Palacio - Battaglia)
Arsenal: 1 Cuenca - 14 Gandolfi 21 Mosquera 6 Matellán 15 Damián Pérez - 23 Carrera 13 Casteglione 5 Pellerano 24 Yacuzzi - 10 Gómez 11 Sava (12 Campestrini 4 Espínola 9 Leguizamón). DT Daniel Garnero
Boca: 1 Caranta - 4 Ibarra 2 Cáceres 16 Paletta 3 Morel Rodríguez - 22 Vargas 5 Battaglia 23 Dátolo 11 Gracián - 14 Palacio 9 Palermo. DT Carlos Ischia
Partido de vuelta Boca 2 (Palacio - Riquelme) - Arsenal 2 (Carrera - Matos)
Boca: 1 Caranta - 4 Ibarra 2 Cáceres 16 Paletta 3 Morel Rodríguez - 22 Vargas 5 Battaglia 23 Dátolo 10 Riquelme - 14 Palacio 7 Viatri DT Ischia
Arsenal de Sarandí: 12 Campestrini - 4 Espínola 3 Báez 6 Matellan 18 Díaz - 23 Carrera 13 Casteglione 24 Yacuzzi - 10 Gómez 23 Matos 9 Leguizamón DT Garnero (22 Contreras 17 Coria 8 Sena)

### Copa Suruga Bank 2008
El 30 de julio de 2008 se disputó la primera edición. Se trata de una Copa patrocinada por el banco japonés Suruga. Se juega en Japón, donde se enfrenta el campeón de la Copa Sudamericana y el campeón local de la Copa J. League de Japón. Arsenal ganó la final al Gamba Osaka por 1 a 0 con gol de su capitán Carlos Casteglione.
Formación de Arsenal: 1 Mario Cuenca; 4 Darío Espínola, 19 Jossimar Mosquera, 6 Aníbal Matellán, 18 Cristian Díaz; 16 Sebastián Carrera, 13 Carlos Casteglione, 5 Cristian Pellerano, 8 Javier Yacuzzi; 10 Alejandro Gómez y 11 Facundo Sava. DT: Daniel Garnero.
Ingresaron: 9 Luciano Leguizamón, 17 Facundo Coria, 14 Javier Gandolfi, 15 Nahuel Sachetto y 7 Andrés San Martín y salieron: Espinola, Carrera, Pellerano, Gómez y Sava.

### Copa Sudamericana 2011
Comenzó  venciendo a Estudiantes de la Plata por 2 a 1 (en el global) imponiéndose en Sarandí en la ida por 2 a 0 (goles de Guillermo Burdisso y Luciano Leguizamón) y perdiendo en la vuelta, en La Plata, por 1 a 0. En la siguiente fase, es decir los octavos de final, jugaría con Olimpia igualando 0 a 0 en Asunción y en la vuelta, en Sarandí, por un 3 a 2 (goles de Cristian Trombetta, Emilio Zelaya y Gustavo Blanco). Se despide de la Copa Sudamericana 2011 en cuartos de final cayendo ante Universidad de Chile en la ida 1 a 2 en Sarandí (gol de Mauro Óbolo) y también en la vuelta, en Santiago, por 3 a 0.

### Copa Libertadores 2012
En el 2012 Arsenal fue clasificado a la misma como segundo mejor desempeño en la Copa Sudamericana 2011 (ya que Vélez Sarsfield tuvo el mejor pero ya estaba clasificado). En la primera fase jugó contra Sport Huancayo, de Perú y, su victoria por 4-1 en el global (3-0 (goles de Jorge Córdoba, Emilio Zelaya y Claudio Mosca) y 1-1 (Sergio Ibarra para Sport Huancayo y Luciano Leguizamón para Arsenal) lo clasificaron a la segunda fase. Integró el Grupo 4. Su primer partido en la fase de grupos, contra Fluminense lo perdió en Brasil por 1 a 0 (gol de Fred), mientras que el segundo cotejo, contra Zamora de Venezuela, en Sarandí, lo ganó por 3 a 0 (goles de Jorge Ortiz, Carlos Carbonero y Luciano Leguizamón), lo que le daba esperanzas de clasificar a octavos de final. Sin embargo, las derrotas ante Boca Juniors por 1-2 en casa (Clemente Rodríguez en contra para Arsenal, y Pablo Mouche y Pablo Ledesma para Boca) y 2-0 en La Boca (goles de Pablo Ledesma y Juan Sánchez Miño) hicieron que su clasificación solo sea posible por un milagro, ya que Arsenal, debía ganar contra Zamora y contra Fluminense, mientras que Boca no debía ganar sus partidos. La victoria 1-0 contra Zamora como visitante (gol de Juan Pablo Caffa) le dio una pequeña esperanza y presionaba a Boca Juniors a ganarle a Fluminense de visitante, pero, la victoria del mismo 0-2 lo terminó dejando afuera de la copa anticipadamente. La última fecha del grupo, Arsenal perdió en casa contra Fluminense por 2 a 1 (goles de Carlinhos y Rafael Moura para Fluminense y Nicolás Aguirre para Arsenal).

#### Partidos

##### Primera fase
| Fechas                    | Local ida | Resultado global | Local vuelta   | Ida   | Vuelta |
| ------------------------- | --------- | ---------------- | -------------- | ----- | ------ |
| 24 de enero - 31 de enero | Arsenal   | 4 – 1            | Sport Huancayo | 3 – 0 | 1 – 1  |

##### Fase de grupos
| Fecha         | Lugar          | Local        | Resultado | Visitante    |
| ------------- | -------------- | ------------ | --------- | ------------ |
| 7 de febrero  | Río de Janeiro | Fluminense   | 1 – 0     | Arsenal      |
| 21 de febrero | Sarandí        | Arsenal      | 3 – 0     | Zamora       |
| 14 de marzo   | Sarandí        | Arsenal      | 1 – 2     | Boca Juniors |
| 19 de marzo   | Buenos Aires   | Boca Juniors | 2 – 0     | Arsenal      |
| 10 de abril   | Barinas        | Zamora       | 0 – 1     | Arsenal      |
| 18 de abril   | Sarandí        | Arsenal      | 1 – 2     | Fluminense   |

#### Goleadores
| Jugador            | Goles |
| ------------------ | ----- |
| Luciano Leguizamón | 2     |
| Jorge Córdoba      | 1     |
| Claudio Mosca      | 1     |
| Nicolás Aguirre    | 1     |
| Jorge Ortiz        | 1     |
| Emilio Zelaya      | 1     |
| Carlos Carbonero   | 1     |
| Juan Pablo Caffa   | 1     |

Obs: Uno de los goles a favor de Arsenal fue convertido por Clemente Rodríguez en contra.

### Torneo Clausura 2012
El 24 de junio de 2012 Arsenal se coronó campeón del Torneo «Crucero General Belgrano» Clausura 2012-Copa Gaucho Rivero , tras derrotar en su estadio al Club Atlético Belgrano por 1 a 0 con gol de Lisandro López.
De esta manera, con 38 puntos, Arsenal obtuvo por primera vez en su historia el Torneo de Primera División en Argentina. En esa última fecha necesitaba ganar y que Tigre no gane su encuentro frente al Independiente, partido que finalizó con un empate 2 a 2.
Entre las figuras más destacadas del equipo se encuentran: Cristian Campestrini en el arco, Lisandro López y Guillermo Burdisso en la defensa, Jorge Ortiz en el mediocampo, Carlos Carbonero, desbordando por las bandas, y la delantera Emilio Zelaya y Luciano Leguizamón.
La campaña del campeón fue la siguiente:
| Partidos | Partidos         | Partidos  | Partidos            | Partidos                                                          |
| Fecha    | Local            | Resultado | Visitante           | Goles                                                             |
| -------- | ---------------- | --------- | ------------------- | ----------------------------------------------------------------- |
| Fecha 1  | Colón            | 0 - 0     | Arsenal             |                                                                   |
| Fecha 2  | Arsenal          | 2 - 2     | Atlético de Rafaela | Luciano Leguizamón , Juan Pablo Caffa                             |
| Fecha 3  | Vélez Sarsfield  | 3 - 2     | Arsenal             | Emilio Zelaya , L. Leguizamón                                     |
| Fecha 4  | Arsenal          | 0 - 0     | Racing Club         |                                                                   |
| Fecha 5  | Godoy Cruz       | 0 - 1     | Arsenal             | Jorge Ortiz                                                       |
| Fecha 6  | Arsenal          | 1 - 0     | Banfield            | Jorge Ortiz                                                       |
| Fecha 7  | Arsenal          | 1 - 0     | Tigre               | Guillermo Burdisso                                                |
| Fecha 8  | All Boys         | 0 - 2     | Arsenal             | Gustavo Blanco Leschuk , Diego Torres                             |
| Fecha 9  | Arsenal          | 2 - 1     | Olimpo              | Nicolás Aguirre , Jorge Ortiz                                     |
| Fecha 10 | Unión            | 1 - 0     | Arsenal             |                                                                   |
| Fecha 11 | Arsenal          | 1 - 1     | Newell's Old Boys   | Darío Benedetto                                                   |
| Fecha 12 | San Lorenzo      | 2 - 0     | Arsenal             |                                                                   |
| Fecha 13 | Arsenal          | 3 - 1     | Independiente       | Guillermo Burdisso , Gabriel Milito (a.g.), Emilio Zelaya         |
| Fecha 14 | San Martín (SJ)  | 1 - 4     | Arsenal             | Emilio Zelaya , Damián Pérez , Nicolás Aguirre , Carlos Carbonero |
| Fecha 15 | Arsenal          | 3 - 1     | Lanús               | Nicolás Aguirre , Emilio Zelaya , Jorge Ortiz                     |
| Fecha 16 | Estudiantes (LP) | 1 - 1     | Arsenal             | Emilio Zelaya                                                     |
| Fecha 17 | Arsenal          | 3 - 1     | Argentinos Juniors  | Lisandro López , Juan Sabia (a.g.), Luciano Leguizamón            |
| Fecha 18 | Boca Juniors     | 0 - 3     | Arsenal             | Emilio Zelaya , Luciano Leguizamón                                |
| Fecha 19 | Arsenal          | 1 - 0     | Belgrano            | Lisandro López                                                    |

### Supercopa Argentina 2012
El 7 de noviembre de 2012 en el Estadio Bicentenario Ciudad de Catamarca, Arsenal (ganador del Torneo Clausura 2012) disputó la primera Supercopa Argentina contra Boca Juniors (ganador de la Copa Argentina 2012). Arsenal jugó mejor que Boca gracias al desempeño del equipo y del jugador Carlos Carbonero en particular, figura del encuentro, pero no pudo plasmar esa superioridad en el resultado. En la tanda de penales el equipo de Sarandí le ganó 4-3 así coronándose como el campeón de la primera Supercopa Argentina 2012.

### Copa Libertadores 2013
Por tercera vez en su historia (todas con la dirección técnica de Gustavo Alfaro), Arsenal participa en la edición 2013. Y por primera vez fue cabeza de serie (por haber ganado el Torneo Clausura 2012) y de acuerdo con el sorteo realizado el 21 de diciembre de 2012 en Luque, Paraguay. Integró el Grupo 3.
Arsenal arrancó su participación en la altura de La Paz, de visitante frente a The Strongest, perdiendo 2 a 1, en un partido muy parejo. Los goles fueron marcados por Alejandro Chumacero y Kenny Cunningham para el local y Darío Benedetto para Arsenal.
En la fecha 2 recibió al duro Atlético Mineiro, cayendo derrotado por 5 a 2. Los goles los convirtieron Julio César Furch y Nicolás Aguirre (Arsenal), y Diego Tardelli, Bernard (3) y Jo (Atlético Mineiro).
En la fecha 3 visitó a San Pablo, en un gran partido del conjunto de Sarandí, donde obtuvo un valioso empate 1 a 1. Goles de Jadson (San Pablo) y Darío Benedetto (Arsenal)
Por la fecha 4 recibió y venció a San Pablo en Sarandí por 2 a 1, un triunfo que ponía a Arsenal en carrera para clasificar, con goles de Diego Braghieri y Jorge Ortiz para los del Viaducto y Aloisio para San Pablo.
En la fecha 5 visitó a Atlético Mineiro y recibió otra dura derrota por 5 a 2, con goles de Diego Tardelli, Ronaldinho (2), Luan, Alecsandro (Atlético Mineiro) y Diego Braghieri y Darío Benedetto (Arsenal).
Por la última fecha, Arsenal necesitaba ganar a The Strongest de local y que San Pablo pierda ante Atlético Mineiro. El conjunto de Sarandí venció por 2 a 1 (Martín Rolle y Julio César Furch, Harold Figueroa para The Strongest) pero San Pablo venció 2 a 0 y pasó de ronda junto con Atlético Mineiro (este último luego se consagraría campeón del certamen).

#### Goleadores de Arsenal de Sarandí
| Jugador           | Goles |
| ----------------- | ----- |
| Darío Benedetto   | 3     |
| Julio César Furch | 2     |
| Diego Braghieri   | 2     |
| Nicolás Aguirre   | 1     |
| Jorge Ortiz       | 1     |
| Martín Rolle      | 1     |

### Copa Argentina 2012-13
La Copa Argentina 2012-13 fue organizada por la Asociación del Fútbol Argentino, y la segunda de su nueva etapa. Contó con la participación de 224 equipos, todos los que disputaban los torneos de Primera División, Primera B Nacional, Torneo Argentino A, Primera B, Torneo Argentino B, Primera C y Primera D.
Consagró campeón a Arsenal, que en esa condición disputó la Supercopa Argentina 2013 frente al campeón del Campeonato 2012-13, el Club Atlético Vélez Sarsfield. Arsenal de Sarandí también participó de la Copa Libertadores 2014.
El camino para ser campeón:
- Veinticuatroavos de final:

| Fecha       | Estadio                 | Equipo 1    | Resultado | Equipo 2 |
| ----------- | ----------------------- | ----------- | --------- | -------- |
| 23 de marzo | Ciudad de Vicente López | Santamarina | 0 - 2     | Arsenal  |

- Dieciseisavos de final:

| Fecha      | Estadio        | Equipo 1 | Resultado | Equipo 2 |
| ---------- | -------------- | -------- | --------- | -------- |
| 21 de mayo | Florencio Sola | Platense | 1 - 3     | Arsenal  |

- Octavos de final:

| Fecha       | Estadio                          | Equipo 1      | Resultado | Equipo 2 |
| ----------- | -------------------------------- | ------------- | --------- | -------- |
| 12 de junio | Bicentenario Ciudad de Catamarca | Independiente | 0 - 1     | Arsenal  |

- Cuartos de final:

| Fecha        | Estadio                   | Equipo 1   | Resultado | Equipo 2 |
| ------------ | ------------------------- | ---------- | --------- | -------- |
| 28 de agosto | San Juan del Bicentenario | Godoy Cruz | 0 - 1     | Arsenal  |

- Semifinal:

| Fecha        | Estadio                   | Equipo 1 | Resultado     | Equipo 2 |
| ------------ | ------------------------- | -------- | ------------- | -------- |
| 2 de octubre | San Juan del Bicentenario | All Boys | (4) 1 - 1 (5) | Arsenal  |

- Final:

| Fecha         | Estadio                          | Equipo 1    | Resultado | Equipo 2 |
| ------------- | -------------------------------- | ----------- | --------- | -------- |
| 16 de octubre | Bicentenario Ciudad de Catamarca | San Lorenzo | 0 - 3     | Arsenal  |

En la final, el equipo formó con:
| Arquero: - Cristian Campestrini Defensores: - Hugo Nervo - Mariano Echeverría - Diego Braghieri - Damián Pérez Mediocampistas: - Fausto Montero - Matías Zaldivia - Iván Marcone - Nicolás Aguirre - Jonathan Gómez Delanteros: - Julio César Furch Entrenador: - Gustavo Alfaro |  | Campestrini Pérez Braghieri Nervo Echeverría Aguirre/ Carrera Zaldivia Gómez/ Zelaya Marcone Furch Montero/ Rolle |  |

Suplentes:  Alejandro Limia /  Gastón Esmerado /  Martín Rolle (Ingresó al minuto 52) /  Ramiro Carrera (Ingresó al minuto 67) /  Emilio Zelaya (Ingresó al minuto 52) /  Mauricio Sperduti /  Milton Caraglio
Este título significó la quinta copa en la historia de Arsenal y la cuarta de la mano de su DT Gustavo Alfaro (la única copa que Arsenal ganó con otro DT es la Copa Suruga Bank 2008 bajo la dirección técnica de Daniel Garnero).

### Copa Libertadores 2014
Arsenal se clasificó a su cuarta participación de la misma por ser campeón de la Copa Argentina 2012/13. Todas las participaciones de Arsenal en la Copa fueron bajo la dirección técnica de Gustavo Alfaro. El día 12 de diciembre de 2013 se realizó el sorteo de los grupos de la Copa y determinó que Arsenal integre el Grupo 8.
Inicia su participación en la ciudad de Torreón, en México, enfrentando al Santos Laguna, perdiendo 1 - 0, con gol de Oribe Peralta donde el equipo de Sarandí no pudo vencer al arquero Oswaldo Sánchez que tuvo una excelente actuación.
En la segunda fecha, Arsenal disputó su primer encuentro de local, ganándole al Deportivo Anzoátegui por 3 – 0, con una gran actuación colectiva. Los goles los convirtieron Julio César Furch, Ramiro Carrera y Milton Caraglio.
Por la fecha 3, el equipo de Alfaro jugó nuevamente de local, esta vez con Peñarol, en un encuentro reñido y parejo, Arsenal consiguió la victoria gracias al gol de Julio César Furch. Fue 1 a 0.
Arsenal jugó por primera vez en su historia en territorio uruguayo, en el Estadio Centenario para enfrentar a Peñarol. Arrancó bien Arsenal, con gol de Iván Marcone, pero el equipo charrúa logró dar vuelta el resultado en el segundo tiempo, con goles de Luis Aguiar y Jonathan Rodríguez.
En la fecha 5, se enfrentó al Deportivo Anzoátegui en Venezuela, obteniendo un excelente resultado, ganando 3 – 1, con goles de Matías Sánchez, Martín Rolle y Matías Zaldivia. El gol para el equipo venezolano fue convertido por Rolando Escobar. Esto permitió clasificarse a los octavos de final de la Copa, por primera vez en la historia, con una fecha de anticipación.
En la última fecha del grupo, en Sarandí se enfrentó ante el otro clasificado del grupo: Santos Laguna. El equipo mexicano presentó un equipo con muchos suplentes, porque ya estaba clasificado para la siguiente ronda, e inclusive primero en su grupo, y Arsenal ya tenía asegurado el segundo puesto. El partido terminó 3 – 0, con goles de Emilio Zelaya, Mariano Echeverría y Marc Crosas en contra.
Ya en Octavos de final, Arsenal se enfrentó a Unión Española de Chile, en el partido de ida, jugado en El Viaducto, el encuentro terminó en empate. En el partido de vuelta, jugado 6 días después en Chile, Arsenal, después de un primer tiempo parejo de ambos equipos, anotó el gol de la victoria por medio de Diego Braghieri y logró así su pase a cuartos de final de la competición, en donde fue eliminado por Nacional de Paraguay.

#### Fase final
- Octavos de final:

| Fecha       | Estadio                                  | Local          | Resultado | Visitante      |
| ----------- | ---------------------------------------- | -------------- | --------- | -------------- |
| 24 de abril | Estadio Julio Humberto Grondona, Sarandí | Arsenal        | 0 - 0     | Unión Española |
| 30 de abril | Estadio Santa Laura, Santiago de Chile   | Unión Española | 0 - 1     | Arsenal        |

- Cuartos de final:

| Fecha      | Estadio                                  | Local    | Resultado | Visitante |
| ---------- | ---------------------------------------- | -------- | --------- | --------- |
| 7 de mayo  | Estadio Defensores del Chaco, Asunción   | Nacional | 1 - 0     | Arsenal   |
| 14 de mayo | Estadio Julio Humberto Grondona, Sarandí | Arsenal  | 0 - 0     | Nacional  |

### Descenso a la Primera B Nacional
Durante los campeonatos de Primera División de las temporadas 2015 y 2016-2017, Arsenal obtuvo pobres resultados, terminando ambos torneos en los últimos puestos de la tabla de posiciones, lo que comprometió su permanencia en Primera. Un mejor desempeño en el torneo de transición de 2016 no alcanzó a compensar los bajos puntajes acumulados.
Durante el Campeonato de Primera División 2017-18 se mantuvo permanentemente en los puestos de descenso de la tabla de promedios. Tras haber obtenido únicamente dos victorias en el transcurso del campeonato, el día 1 de abril de 2018, por la fecha 21, enfrentó a Chacarita Juniors, logrando un empate en dos goles. Al finalizar el partido, los simpatizantes del club aún mantenían una leve esperanza, ya que en caso de que Patronato cayera derrotado ante Rosario Central todavía tendría posibilidades matemáticas de mantener la categoría. Pero apenas dos horas más tarde, Patronato ganó el partido 3-0, con lo que lo condenó a la Primera B Nacional, en lo que fue el segundo descenso de su historia, después de haber descendido de Primera B a Primera C en 1984.

### Ascenso a la Primera División
Arsenal gana el Campeonato de la B Nacional 2018-2019. La campaña del campeón fue la siguiente:
1° ARSENAL 1 (GARCÍA) - GIMNASIA DE JUJUY 1
2° SANTAMARINA 0 - ARSENAL 0
3° ARSENAL 1 (ANTILEF) - INSTITUTO 2
4° TEMPERLEY 2 - ARSENAL 3 (GARCÍA 2 - SORAIRE)
5° ARSENAL 3 (GARCÍA - PONS - LOMÓNACO) - MITRE SdE 0
6° CHACARITA 0 - ARSENAL 2 (GARCÍA - ANTILEF)
7° ARSENAL 1 (LOMÓNACO) - MORÓN 0
F8 INDEPENDIENTE RIVADAVIA 1 - ARSENAL 1 (PONS)
F9 ARSENAL 4 (PONS 2 - ÁLVAREZ SUÁREZ - CERICA) - QUILMES 1
F10 SARMIENTO 2 - ARSENAL 0
F11 ARSENAL 2 (LOMÓNACO - PONS) - BROWN DE ADROGUÉ 1
F12 FERRO 2 - ARSENAL 1 (NECUL)
F13 ARSENAL 2 (ÁLVAREZ SUÁREZ - R. LÓPEZ) - NUEVA CHICAGO 0
F14 Guillermo Brown 0 - ARSENAL 2 (ÁLVAREZ SUÁREZ - R. LÓPEZ)
F15 ARSENAL 2 (LEGUIZAMÓN ESPÍNOLA - GARATE) - OLIMPO 0
F16 RAFAELA 0 - ARSENAL 0
F17 ARSENAL 1 (CERICA) - LOS ANDES 1
F18 CENTRAL CORDOBA 1 - ARSENAL 1 (PAPA)
F19 ARSENAL 0 - ALMAGRO 0
F20 PLATENSE 3 - ARSENAL 0
F21 ARSENAL 3 (MÉNDEZ - GÁRATE - PONS) - GIMNASIA DE MENDOZA 1
F22 VILLA DÁLMINE 1 - ARSENAL 3 (GÁRATE - ALARCÓN E/C - LOMÓNACO)
F23 ARSENAL 2 (GÁRATE - PONS) - AGROPECUARIO 0
F24 LIBRE
F25 DEF. DE BELGRANO 0 - ARSENAL 1 (TORRENT)
DESEMPATE POR EL CAMPEONATO:
ARSENAL 1 (GARATE) - SARMIENTO 0
Formación de Arsenal:
1 Gagliardo
4 Torrent / 2 Pereyra / 6 Zamponi / 3 Papa
8 Soraire / 5 Méndez / 10 Necul / 11 Álvarez
9 Gárate / 7 Cérica
DT Sergio Rondina
Cambios: Antilef x Necul - López x Gárate - Pons x Cérica

## Clasificación por año en Primera División
| Competencia        | Detalle          |
| Competencia        | Campeonato Local |
| ------------------ | ---------------- |
| Apertura 2002      | 8.º              |
| Clausura 2003      | 14.º             |
| Apertura 2003      | 7.º              |
| Clausura 2004      | 7.º              |
| Apertura 2004      | 13.º             |
| Clausura 2005      | 6.º              |
| Apertura 2005      | 14.º             |
| Clausura 2006      | 15.º             |
| Apertura 2006      | 5.º              |
| Clausura 2007      | 5.º              |
| Apertura 2007      | 12.º             |
| Clausura 2008      | 10.º             |
| Apertura 2008      | 6.º              |
| Clausura 2009      | 18.º             |
| Apertura 2009      | 12.º             |
| Clausura 2010      | 18.º             |
| Apertura 2010      | 3.º              |
| Clausura 2011      | 10.º             |
| Apertura 2011      | 13.º             |
| Clausura 2012      | Campeón          |
| Inicial 2012       | 7.º              |
| Final 2013         | 8.º              |
| Inicial 2013       | 5.º              |
| Final 2014         | 17.º             |
| Campeonato 2014    | 9.º              |
| Campeonato 2015    | 28.º             |
| Campeonato 2016    | 4.º Zona 1       |
| Campeonato 2016/17 | 27.º             |
| Campeonato 2017/18 | 27.º             |
| Campeonato 2019-20 | 11.º             |
| Campeonato 2021    | 26.º             |
| Campeonato 2022    | 23.º             |
| Campeonato 2023    | 28.º             |

## Uniforme
- Uniforme titular: Camiseta celeste, con mangas rojas y con franja en diagonal roja. Pantalón celeste y medias rojas con detalles celestes.
- Uniforme alternativo: Camiseta blanca con franja diagonal celeste y roja, incluyendo vivos dorados. Pantalón y medias blancas.
- Uniforme tercero: Camiseta granate, con las mangas celestes. Pantalón y medias granates.

### Uniforme Titular
| 1957-1976 | 1977 | 1978-1979 | 1980-1981 | 1982-1984 | 1985-1987 | 1987-1989 | 1989-1995 | 1995-1997 | 1997-2002 |

| 2002-2003 | 2004 | 2005 | 2006 | 2007 | 2008-2009 | 2009-2010 | 2010-2011 | 2011-2012 | 2013-2014 |

| 2014-2015 | 2015-2016 | 2017-2018 | 2018-2019 | 2019-2020 | 2020-2021 | 2021 | 2022 | 2023 | 2024 |

| 2025 |

### Uniforme Suplente
| 1957-1979 | 1980-1987 | 1987-1989 | 1989-1991 | 1991-1993 | 1993-1994 | 1994-1995 | 1996-1997 | 1997-2002 | 2002-2003 |

| 2004 | 2005 | 2006 | 2007 | 2008-2009 | 2009-2010 | 2010-2011 | 2011-2012 | 2013-2014 | 2014-2015 |

| 2015-2016 | 2017-2018 | 2018-2019 | 2019-2020 | 2020-2021 | 2021 | 2022 | 2023 | 2024 | 2025 |

### Uniforme Tercero
| 1991-93 | 2011-2012 | 2015-2016 | 2017-2018 | 2019-2020 | 2020-2021 | 2021 | 2022 | 2023 |

### Patrocinio
| Período   | Proveedor  |
| --------- | ---------- |
| 1980-1987 | Topper     |
| 1987-2002 | Adidas     |
| 2002-2003 | Signia     |
| 2004-2011 | Mitre      |
| 2011-2015 | Lotto      |
| 2015-2016 | TBS        |
| 2017-2024 | Sport Lyon |
| 2025-     | Nöc Sport  |

| Período   | Patrocinador      |
| --------- | ----------------- |
| 1986-1989 | Oriente-Sevel     |
| 1989-1995 | Alfajores Jorgito |
| 1995-1999 | Esco              |
| 2000-2002 | CBSé              |
| 2002-2004 | Stopcar           |
| 2004-2009 | Liderar Seguros   |
| 2010-2016 | La Nueva Seguros  |
| 2016-2017 | CartaSur          |
| 2018      | Secco             |
| 2018-2019 | Escudo Seguros    |
| 2019-2021 | La Nueva Seguros  |
| 2022      | Secco             |
| 2023-2024 | Rapicuotas        |
| 2025-     | Strix Rapicuotas  |

## Datos del club
- Temporadas en Primera División: 21 (2002/03-2017/18, 2019/20-2023).
- Temporadas en Segunda División: 33
  - Temporadas en Primera B Nacional: 13 (1992/93-2001/02, 2018/19, 2024-presente).
  - Temporadas en Primera B: 20 (1965-1984).
- Temporadas en Tercera División: 10
  - Temporadas en Primera B: 6 (1986/87-1991/92)
  - Temporadas en Primera C: 4 (1963-1964 y 1985-1986)
- Temporadas en Cuarta División:
  - Temporadas en Primera D: 2 (1961-1962)
- Participaciones en Copas Nacionales:
  - Copa Argentina: (5)
    - Copa Argentina 2011-12: Dieciseisavos de final
    - Copa Argentina 2012-13: Campeón
    - Copa Argentina 2013-14: Dieciseisavos de final
    - Copa Argentina 2014-15: Treintaidosavos de final
    - Copa Argentina 2015-16: Dieciseisavos de final
    - Copa Argentina 2016-17: Treintaidosavos de final
    - Copa Argentina 2017-18: Treintaidosavos de final
    - Copa Argentina 2018-19: Dieciseisavos de final
    - Copa Argentina 2019-20: Treintaidosavos de final

  - Supercopa Argentina: (2)
    - Supercopa Argentina 2012: Campeón
    - Supercopa Argentina 2013: Subcampeón
- Máximo goleador Divisiones inferiores: Federico Motta (97 goles).
- Mayor goleador en Primera División: Luciano Leguizamón (47 goles).
- Más partidos disputados en Primera División: Iván Marcone (241 partidos).
- Mejor posición en Primera División: 1.º (Clausura 2012).
- Peor posición en Primera División: 18.º (Clausura 2009).
- Participaciones internacionales:
  - Copa Sudamericana: (7)
    - Copa Sudamericana 2004: Cuartos de final
    - Copa Sudamericana 2007: Campeón
    - Copa Sudamericana 2008: Octavos de final
    - Copa Sudamericana 2011: Cuartos de final
    - Copa Sudamericana 2015: Segunda fase
    - Copa Sudamericana 2017: Segunda fase
    - Copa Sudamericana 2021: Octavos de final

  - Recopa Sudamericana: (1)
    - Recopa Sudamericana 2008: Subcampeón

  - Copa Libertadores: (4)
    - Copa Libertadores 2008: Fase de grupos
    - Copa Libertadores 2012: Fase de grupos
    - Copa Libertadores 2013: Fase de grupos
    - Copa Libertadores 2014: Cuartos de final

  - Copa Suruga Bank: (1)
    - Copa Suruga Bank 2008: Campeón
- Goleadas
  - A favor
    - En Primera División: 6-1 a Atlético Rafaela (2014)
    - En Nacional B: 7-0 a Villa Dálmine (1992)
    - En Primera B: 6-0 a Defensores de Belgrano (1970), Talleres (RdE) (1981)
    - En Primera C: 5-0 a El Porvenir (1963), Argentino de Merlo (1986)
    - En Primera D: 9-0 a Defensores de Corrientes (1962)
    - En torneos internacionales: 6-1 a Juan Aurich  (2017)

  - En contra
    - En Primera División: 0-5 vs River Plate (2004), Rosario Central (2009 y 2016) y Estudiantes de La Plata (2021)
    - En Nacional B: 0-7 vs San Martín (T) (1994)
    - En Primera B: 0-6 vs Platense (1973)
    - En Primera C: 0-5 vs Acassuso (1957)
    - En Primera D: 1-4 vs Villa Dálmine (1961)
    - En torneos internacionales: 0-6 vs Fluminense  (2008)
- Primer equipo argentino en participar en la Copa Suruga Bank (2008)

### Máximas presencias
| Jugador                | Presencias |
| ---------------------- | ---------- |
| Darío Espínola         | 423        |
| Carlos David Ruiz      | 400        |
| Héctor Emilio Grondona | 349        |
| Roberto Juan López     | 290        |
| Roberto Manuel Luque   | 282        |
| Pedro Pablo Dudzik     | 274        |
| Gastón Esmerado        | 265        |
| Juan Carlos Fernández  | 256        |
| Eduardo Julio Urtasun  | 245        |
| Iván Marcone           | 242        |

### Máximos goleadores
| Jugador                  | Goles |
| ------------------------ | ----- |
| Héctor Emilio Grondona   | 168   |
| Eduardo Julio Urtasun    | 67    |
| Alberto Martín Villar    | 63    |
| Amancio Cid              | 60    |
| Jorge Ramón Muñoz        | 58    |
| Ángel Ismael Flores      | 56    |
| Salvador Somma           | 55    |
| Facundo Guillermo Gareca | 52    |
| José Martino             | 50    |
| Miguel Ángel Molnar      | 50    |

### Jugadores destacados
| - Héctor Emilio Grondona - Eduardo Julio Urtasun - Amancio Cid - Roberto González - Arnoldo Roberto Pérez - Jorge Burruchaga - Jorge Vivaldo - Sergio Rondina - Darío Espínola - Carlos Ruiz - Alejandro Limia - Rubén Palavecino | - Gastón Esmerado - Facundo Gareca - Silvio González - Javier Morales - Martín Andrizzi - Carlos Casteglione - José Luis Calderón - Carlos Carbonero - Alejandro Gómez - Darío Benedetto - Cristian Campestrini - Damián Pérez | - Luciano Leguizamón - Martín Nervo - Nicolás Aguirre - Iván Marcone - Lisandro López - Julio César Furch - Esteban Andrada - Guillermo Burdisso - Mauro Óbolo - Franco Jara - Leonardo Ulloa - Aníbal Samuel Matellán |

## Estadio

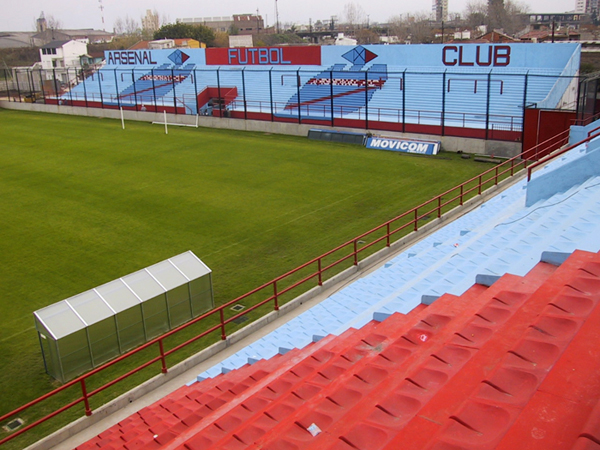
Estadio Julio Humberto Grondona

Arsenal hacía de local inicialmente en el Ateneo Sarandí, predio que utilizó desde su afiliación en el año 1961 hasta pasada la primera mitad de 1964. Era un predio alquilado donde ejerció la localía hasta finalizar el estadio propio.
El estadio está localizado en Sarandí, tiene capacidad para 16.000 espectadores. Se encuentra en la calle Julio Humberto Grondona 3660 (ex Juan Díaz de Solís), en la citada ciudad de la provincia de Buenos Aires. El primer estadio comenzó a ser construido el 11 de octubre de 1962, y se inauguró el 22 de agosto de 1964. La cancha se hizo sobre un terreno que pertenecía a la Dirección General de Puertos y en una superficie de 50.000 m². Contaba en su primera etapa con una tribuna de 70 metros y 15 escalones comprada al Club Atlético Banfield
Aunque en 2001 se le construyó una tribuna lateral de cemento, luego del ascenso a la Primera División fue remodelado completamente, ya que en medio del partido final, el alambrado de la tribuna local se desplomó sobre la propia tribuna que albergaba a los simpatizantes locales, al estar subidos una numerosa cantidad de hinchas. Algo parecido pasó en el sector de cabinas de transmisión y la platea, la cual se partió en dos partes antes del inicio del partido final. Luego de eso y ya en la Primera División, hizo de local durante dos temporadas en los estadios del Club Atlético Lanús y del Racing Club de Avellaneda.
Ya remodelado, el Estadio Julio Humberto Grondona fue inaugurado el 7 de agosto de 2004, con una fiesta para los hinchas y socios. Pero la inauguración oficial fue el 10 de agosto, con motivo del partido ante el Club Atlético Banfield, por la Copa Sudamericana.

## Jugadores

### Plantel 2025
- Actualizado el 22 de junio de 2025

- Los equipos argentinos están limitados a tener un cupo máximo de seis jugadores extranjeros, aunque solo cinco podrán firmar la planilla del partido

#### Altas
| Invierno           |                |                       |                      |
| Axel Batista       | Delantero      | Quilmes               | Préstamo             |
| Tomás González     | Delantero      | Unión de Santa Fe     | Préstamo             |
| Alex Juárez        | Delantero      | Barracas Central      | Préstamo             |
| David Sayago       | Delantero      | Independiente         | Préstamo             |
| Verano             |                |                       |                      |
| Franco Herrera     | Guardameta     | Newell's Old Boys     | Préstamo             |
| Jerónimo Pourtau   | Guardameta     | Temperley             | Préstamo             |
| Manuel Cocca       | Defensa        | Orlando City B        | Libre                |
| Dylan Gissi        | Defensa        | Atlanta               | Libre                |
| Gonzalo Rocaniere  | Defensa        | Nueva Chicago         | Libre                |
| Matías Vera        | Defensa        | Chacarita Juniors     | Libre                |
| Matías Abruzzese   | Centrocampista | Fénix                 | Libre                |
| Talo Colletta      | Centrocampista | River Plate           | Libre                |
| Esteban Fernández  | Centrocampista | River Plate           | Libre                |
| Agustín Maciel     | Centrocampista | Alvear FBC            | Regresa del préstamo |
| Emiliano Purita    | Centrocampista | Patronato de Paraná   | Libre                |
| Ángel Stringa      | Centrocampista | Argentino de Quilmes  | Libre                |
| Julián Vila        | Centrocampista | Argentino de Quilmes  | Libre                |
| Fabián Bordagaray  | Delantero      | Quilmes               | Libre                |
| Facundo Echevarría | Delantero      | Defensa y Justicia    | Préstamo             |
| Matías Flores      | Delantero      | Berazategui           | Préstamo             |
| Gonzalo Klusener   | Delantero      | San Martín de Tucumán | Libre                |
| Manuel López       | Delantero      | Villa San Carlos      | Regresa del préstamo |
| Ciro Rius          | Delantero      | Platense              | Libre                |
| Claudio Villagra   | Delantero      | Deportivo Municipal   | Libre                |

#### Bajas
| Invierno              |                |                         |                       |
| Balthazar Bernardi    | Defensa        | Boca Juniors            | Fin del préstamo      |
| Dylan Gissi           | Defensa        | Agente libre            | Rescisión de contrato |
| Matías Abruzzese      | Centrocampista | Midland                 | Rescisión de contrato |
| Luca Druille          | Delantero      | Agente libre            | Rescisión de contrato |
| Facundo Echevarría    | Delantero      | Defensa y Justicia      | Fin del préstamo      |
| Matías Flores         | Delantero      | Berazategui             | Fin del préstamo      |
| Verano                |                |                         |                       |
| Facundo Masuero       | Guardameta     | Colón de Santa Fe       | Fin del préstamo      |
| Francisco Rivadeneira | Guardameta     | Ben Hur de Rafaela      | Fin de contrato       |
| Nicolás Rosa          | Guardameta     | San Martín de Mendoza   | Rescisión de contrato |
| Juan Pablo Zozaya     | Guardameta     | Estudiantes de La Plata | Fin del préstamo      |
| Santiago López        | Defensa        | Círculo Deportivo       | Fin de contrato       |
| Lautaro Maside        | Defensa        | Estrella del Sur        | Fin de contrato       |
| Nicolás Domingo       | Centrocampista | Retiro                  | Fin de contrato       |
| Tomás Ortiz           | Centrocampista | Defensa y Justicia      | Fin del préstamo      |
| Luciano Viano         | Centrocampista | Talleres de Córdoba     | Fin del préstamo      |
| Agustín Maziero       | Delantero      | Deportivo Achuapa       | Fin de contrato       |
| Lucas Ríos            | Delantero      | Atlanta                 | Fin del préstamo      |

#### Cesiones
| Jugador         | Posición       | Destino                   | Fin del préstamo |
| --------------- | -------------- | ------------------------- | ---------------- |
| Lautaro Guzmán  | Centrocampista | FBC Melgar                | 31-12-2025       |
| Brandon Sosa    | Centrocampista | Guaraní Antonio Franco    | 28-02-2025       |
| Julián Ledesma  | Delantero      | Gimnasia y Esgrima (Ch)   | 31-12-2025       |
| Leandro Moreira | Delantero      | Alvarado de Mar del Plata | 31-12-2025       |
| Kevin Pavia     | Delantero      | Real Pilar                | 31-12-2025       |

## Cronología de Entrenadores
| - Juan Emilio Elena (1961-1972) - Hugo Orsi (1973) - Roberto Iturrieta (1973–1974) - Subcomisión de Fútbol (1974) - Néstor Borgogno (1975) - Juan Emilio Elena (1975-1976) - Roberto Rolando (1976-1977) - Roberto Iturrieta (1977-1978) - Francisco Calabrese (1979) - Oscar López - Oscar Cavallero (1979-1980) - Juan Emilio Elena (1980-1984) - Subcomisión de Fútbol (1984) - Rodolfo Motta (1984) - Roberto Iturrieta (1984–1985) - Luis Soler (1985) - Roberto González-Silvio Paesano (1985) - Jorge Masalis (1985-1986) - Roberto Telch-Miguel Tojo (1986) - Américo Pérez (1986-1987) | - Abel Da Graca (1987-1988) - Pedro Alexis González (1988-1989) - Roberto González-Silvio Paesano (1989) - Rubén Flotta (1989) - Roberto Iturrieta (1989-1994) - Pulciano Aquino (1994-1995) - Humberto Grondona (1995) - Roberto Iturrieta (1995–1996) - Pedro Catalano(1996) - Roberto Ferreiro (1996-1998) - José María Bianco (1998-2001) - Roberto Mariani (2001) - Daniel Luaces (2001) - Jorge Burruchaga (2001–2005) - José María Bianco (2005–2006) - Luis de Luise (interino) (2006) - Miguel Ángel López (2006) - Gustavo Alfaro (2006–2008) - Daniel Garnero (2008–2009) | - Fernando Rizzo y Hernán Coldeira (dupla interina) (2009) - Jorge Burruchaga (2009–2010) - Carlos Ruiz (interino) (2010) - Gustavo Alfaro (2010–2014) - Martín Palermo (2014-2015) - Roberto 'Fito' González (interino) (2015) - Ricardo Caruso Lombardi (2015) - Sergio Rondina (2016) - Lucas Bernardi (2016) - Humberto Grondona (2017) - Sergio Rondina (2018-2021) - Israel Damonte (2021) - Leonardo Madelón (2022) - Carlos Ruiz (2023) - Federico Vilar (2023) - Tobías Kohan (2024) - José María Bianco (2024) - Martín Rolón (2025-) |

## Presidentes
- Julio Humberto Grondona (1957−1976)
- Juan Carlos Urtasun (1976−1984)
- Héctor Grondona (1984−1994)
- Roberto Gargiulo (1994−2001)
- Julio Ricardo Grondona (2001−Act.)

## Comisión directiva
Presidente
- Julio Ricardo Grondona

Vicepresidente
- 1.º Miguel Ángel Silva
- 2.º Hugo Mario Pasos
- 3.º Gustavo Héctor Grondona

Secretario General
- Eduardo Alberto Pasos

Pro Secretario
- Jorge Julio Jurajda

Secretario de actas
- Alejandro Arceiz

Secretario Deportivo
- Daniel Astarita

Tesorero
- Genaro Aversa

## Palmarés

### Torneos nacionales (3)
| Organizados por AFA                 | Organizados por AFA | Organizados por AFA |
| Competición nacional                | Títulos             | Subcampeonatos      |
| ----------------------------------- | ------------------- | ------------------- |
| Primera División de Argentina (1/0) | C-2012.             |                     |
| Copa Argentina (1/0)                | 2012-13.            |                     |
| Supercopa Argentina (1/1)           | 2012.               | 2013.               |
| Otras divisiones:                   |                     |                     |
| Segunda categoría (1/1)             | 2019.               | 2002.               |
| Tercera categoría (1/0)             | 1964.               |                     |
| Cuarta categoría (1/0)              | 1962.               |                     |

### Torneos internacionales (2)
| Organizados por CONMEBOL         | Organizados por CONMEBOL | Organizados por CONMEBOL |
| Competición internacional        | Títulos                  | Subcampeonatos           |
| -------------------------------- | ------------------------ | ------------------------ |
| Copa Sudamericana (1/0)          | 2007.                    |                          |
| Copa J.League-Sudamericana (1/0) | 2008.                    |                          |
| Recopa Sudamericana (0/1)        |                          | 2008.                    |

## Otros deportes y actividades
- Fútbol Amateur
- Fútbol sala
- Baby fútbol
- Balonmano femenino
- Balonmano masculino